# Peritoneu
Peritoneul este o membrană seroasă foarte întinsă, în raporturi intime cu toate organele abdominale, cu o vastă rețea de vase sangvine, limfatice și nervi, ceea ce îi conferă roluri fiziologice și fiziopatologice foarte importante. Peritoneul intervine în procesele de apărare ale organismului; el are 
o mare putere macrofagică și fagocitară, reactionează printr-o exudatie abundentă,producere de fibrină si anticorpi, care tind să limiteze infecțiile. 
Datorită bogăției sale în plexuri nervoase,peritoneul constituie o întinsă suprafață interoceptivă, sensibilă la cei mai variați excitanți, ceea ce explică tulburările reflexelor locale, la distanță și generale, care apăr în îmbolnăvirile acestei seroase.  